# 'Eua Fo'ou
'Eua Fo'ou è un distretto delle Tonga della divisione di ʻEua con 2 132 abitanti (censimento 2021).
È situato nella parte meridionale dell'isola di 'Eua ed è formato da nove villaggi.

## Località
Di seguito l'elenco dei villaggi del distretto:
- Angaha - 364 abitanti
- Futu - 257 abitanti
- 'Esia - 205 abitanti
- Sapa'ata - 143 abitanti
- Fata'ulua - 247 abitanti
- Mu'a - 154 abitanti
- Tongamama'o - 163 abitanti
- Petani - 310 abitanti
- Mata'aho - 289 abitanti

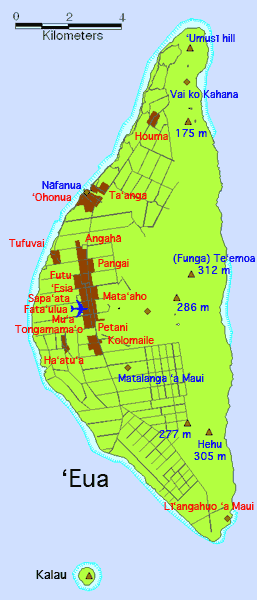
Mappa dell'isola 'Eua.